# Ignacy Roman Wiśniewski
Ignacy Roman Wiśniewski (ur. 4 lutego 1898 w Poznaniu, zm. 14 czerwca 1981 tamże) – polski wojskowy, saper, urzędnik, kawaler Orderu Virtuti Militari.

## Życiorys
Pochodził z rodziny robotniczej. Jego rodzicami byli Jan i Maria z domu Łabędzka. Wychowywał się na poznańskiej Starołęce i tam w 1912 ukończył szkołę podstawową. W roku następnym rozpoczął praktykę kupiecką w sklepie galanteryjnym należącym do Roberta Kronera. Uczęszczał jednocześnie do miejskiej szkoły handlowej, a także udzielał się w Towarzystwie Sokół. W 1914 wstąpił do służby pocztowej i pracował do 10 marca 1916 jako listonosz, po czym powołano go do 29. Zapasowego Batalionu Saperów armii pruskiej. Walczył na froncie zachodnim i 27 lipca 1918 został ranny w lewą dłoń pod Verdun. 
Po powrocie do Poznania włączył się w działania zbrojne powstania wielkopolskiego w ramach Grupy Komendy Miasta dowodzonej przez Stanisława Nogaja. 27 stycznia 1919 wstąpił na ochotnika do 1. kompanii I Batalionu Saperów Wielkopolskich i walczył na froncie północnym, m.in. bitwie pod Rynarzewem, gdzie granat zgruchotał mu karabin w dłoni. Za udział w tych walkach otrzymał order Virtuti Militari V klasy. Po wyleczeniu ran walczył w wojnie z bolszewikami. 10 lipca 1921 został zwolniony z wojska w stopniu kaprala. 
Z uwagi na panujące wówczas w Polsce bezrobocie wyjechał do pracy do Francji, skąd wrócił do Poznania w 1927. Podjął tu pracę biurową w Miejskich Zakładach Siły Światła i Wody.
W 1939 został wraz z rodziną wywieziony przez okupanta niemieckiego do obozu przesiedleńczego na Głównej, ale 18 listopada 1939 został z niego zwolniony pod naciskiem byłego pracodawcy i przywrócony na poprzednie stanowisko. Jego dom na Starołęce (ul. Starołęcka 33) został zrabowany przez okupacyjne władze niemieckie. Rodzina mieszkała kątem u znajomych na ul. Starołęckiej 47. Przez trzy dni był też brutalnie przesłuchiwany przez gestapo w Domu Żołnierza, ponieważ naraził się dyrektorowi zakładu, w którym pracował w rozmowie telefonicznej. 
Po usunięciu Niemców z Poznania kontynuował zatrudnienie w Miejskich Zakładach Siły Światła i Wody, potem pracował w Prezydium Rady Narodowej Poznania i (od 1950) w Miejskim Przedsiębiorstwie Zieleni. Pełnił też funkcję ławnika w poznańskim Sądzie Ubezpieczeń Społecznych i opiekuna społecznego na Nowym Mieście. 30 kwietnia 1963 przeszedł na emeryturę. W 1972 mianowano go porucznikiem za udział w powstaniu wielkopolskim. 
Pochowano go na cmentarzu parafialnym św. Antoniego Padewskiego na Starołęce w Poznaniu.

## Rodzina
Jego żoną była Wanda z domu Ławniczak. Miał z nią dwójkę dzieci: Zbigniewa (ur. 1924) oraz Jana (ur. 1936).

## Odznaczenia
Odznaczono go m.in.:
- Krzyżem Srebrnym Orderu Wojskowego Virtuti Militari (nr 5532),
- Medalem Pamiątkowym za Wojnę 1918-1921,
- Wielkopolskim Krzyżem Powstańczym,
- Krzyżem Kawalerskim Orderu Odrodzenia Polski,
- Odznaką Honorową za Zasługi w Rozwoju Województwa Poznańskiego,
- Srebrną Odznaką Polskiego Komitetu Pomocy Społecznej[1].